# 2820 Iisalmi
2820 Iisalmi је астероид главног астероидног појаса са средњом удаљеношћу од Сунца која износи 2,229 астрономских јединица (АЈ).
Апсолутна магнитуда астероида је 12,9.